# Трогс
Трогс (на английски: The Troggs) е английска рок група. Създадена през 1964 година, тя постига най-голяма популярност през 60-те години. По това време те имат няколко хита в британските и американските класации, най-известен сред които е песента „Wild Thing“. Смята се, че Трогс оказват значително влияние при формирането на пънк рока и гаражния рок. След 1970 година групата се събира периодично, но не издава редовно нови албуми.